# BWF Super Series 2014
De BWF Super Series 2014 is het 8ste seizoen van de BWF Super Series. Dit seizoen neemt de Australian Open de plaats in van de China Masters. De Malaysia Open wordt opgewaardeerd naar een Premier status ten koste van de Korea Open.

## Schema
| Ronde | Officiële toernooinaam              | Stadion                             | Stad         | Datum       | Datum       | Prijzengeld US$ |
| Ronde | Officiële toernooinaam              | Stadion                             | Stad         | Start       | Einde       | Prijzengeld US$ |
| ----- | ----------------------------------- | ----------------------------------- | ------------ | ----------- | ----------- | --------------- |
| 1     | Korea Open Super Series             | Seoul National University Gymnasium | Seoul        | 7 januari   | 12 januari  | 600.000         |
| 2     | Malaysia Open Super Series Premier  | Bukit Kiara Sport Complex           | Kuala Lumpur | 14 januari  | 19 januari  | 500.000         |
| 3     | All England Super Series Premier    | National Indoor Arena               | Birmingham   | 4 maart     | 9 maart     | 400.000         |
| 4     | India Super Series                  | Siri Fort Indoor Stadium            | New Delhi    | 1 april     | 6 april     | 250.000         |
| 5     | Singapore Super Series              | Singapore Indoor Stadium            | Singapore    | 8 april     | 13 april    | 300.000         |
| 6     | Japan Super Series                  | Tokyo Metropolitan Gymnasium        | Tokio        | 10 juni     | 15 juni     | 250.000         |
| 7     | Indonesia Open Super Series Premier | Istora Senayan                      | Jakarta      | 17 juni     | 22 juni     | 750.000         |
| 8     | Australian Open Super Series        | State Sports Centre                 | Sydney       | 24 juni     | 29 juni     | 750.000         |
| 9     | Denmark Super Series Premier        | Odense Idrætshal                    | Odense       | 14 oktober  | 19 oktober  | 500.000         |
| 10    | French Super Series                 | Stade Pierre-de-Coubertin           | Parijs       | 21 oktober  | 26 oktober  | 250.000         |
| 11    | China Open Super Series Premier     | Haixia Olympic Sport Center         | Fuzhou       | 11 november | 16 november | 700.000         |
| 12    | Hong Kong Super Series              | Hong Kong Coliseum                  | Kowloon      | 18 november | 23 november | 250.000         |
| 13    | Super Series Masters Finals         | Hamdan Sports Complex               | Dubai        | 10 december | 14 december | 500.000         |

### Winnaars
| Toernooi        | Mannen enkel     | Vrouwen enkel | Mannen dubbel                  | Vrouwen dubbel                   | Gemengd dubbel                              |
| --------------- | ---------------- | ------------- | ------------------------------ | -------------------------------- | ------------------------------------------- |
| Zuid-Korea      | Chen Long        | Wang Yihan    | Mathias Boe Carsten Mogensen   | Bao Yixin Tang Jinhua            | Zhang Nan Zhao Yunlei                       |
| Maleisië        | Lee Chong Wei    | Li Xuerui     | Goh V Shem Lim Khim Wah        | Bao Yixin Tang Jinhua            | Xu Chen Ma Jin                              |
| All England     | Lee Chong Wei    | Wang Shixian  | Mohammad Ahsan Hendra Setiawan | Wang Xiaoli Yu Yang              | Tontowi Ahmad Lilyana Natsir                |
| India           | Lee Chong Wei    | Wang Shixian  | Mathias Boe Carsten Mogensen   | Tang Yuanting Yu Yang            | Joachim Fischer Nielsen Christinna Pedersen |
| Singapore       | Simon Santoso    | Wang Yihan    | Cai Yun Lu Kai                 | Bao Yixin Tang Jinhua            | Tontowi Ahmad Lilyana Natsir                |
| Japan           | Lee Chong Wei    | Li Xuerui     | Lee Yong-dae Yoo Yeon-seong    | Misaki Matsutomo Ayaka Takahashi | Zhang Nan Zhao Yunlei                       |
| Indonesië       | Jan Ø. Jørgensen | Li Xuerui     | Lee Yong-dae Yoo Yeon-seong    | Tian Qing Zhao Yunlei            | Joachim Fischer Nielsen Christinna Pedersen |
| Australië       | Lin Dan          | Saina Nehwal  | Lee Yong-dae Yoo Yeon-seong    | Tian Qing Zhao Yunlei            | Ko Sung-hyun Kim Ha-na                      |
| Denemarken      | Chen Long        | Li Xuerui     | Fu Haifeng Zhang Nan           | Wang Xiaoli Yu Yang              | Xu Chen Ma Jin                              |
| Frankrijk       | Chou Tien-chen   | Wang Shixian  | Mathias Boe Carsten Mogensen   | Wang Xiaoli Yu Yang              | Tontowi Ahmad Lilyana Natsir                |
| China Open      | Srikanth K.      | Saina Nehwal  | Lee Yong-dae Yoo Yeon-seong    | Wang Xiaoli Yu Yang              | Zhang Nan Zhao Yunlei                       |
| Hong Kong       | Shon Wan-ho      | Tai Tzu-ying  | Mohammad Ahsan Hendra Setiawan | Tian Qing Zhao Yunlei            | Zhang Nan Zhao Yunlei                       |
| Masters Finales | Chen Long        | Tai Tzu-ying  | Lee Yong-dae Yoo Yeon-seong    | Misaki Matsutomo Ayaka Takahashi | Zhang Nan Zhao Yunlei                       |

### Overwinningen per land
| Land           | KOR | MAS | ENG | IND | SIN | JPN | INA | AUS | DEN | FRA | CHN | HKG | SSF | Totaal |
| -------------- | --- | --- | --- | --- | --- | --- | --- | --- | --- | --- | --- | --- | --- | ------ |
| China          | 4   | 3   | 2   | 2   | 3   | 2   | 2   | 2   | 5   | 2   | 2   | 2   | 2   | 33     |
| Zuid-Korea     |     |     |     |     |     | 1   | 1   | 2   |     |     | 1   | 1   | 1   | 7      |
| Indonesië      |     |     | 2   |     | 2   |     |     |     |     | 1   |     | 1   |     | 6      |
| Denemarken     | 1   |     |     | 2   |     |     | 2   |     |     | 1   |     |     |     | 6      |
| Maleisië       |     | 2   | 1   | 1   |     | 1   |     |     |     |     |     |     |     | 5      |
| Chinees Taipei |     |     |     |     |     |     |     |     |     | 1   |     | 1   | 1   | 3      |
| India          |     |     |     |     |     |     |     | 1   |     |     | 2   |     |     | 3      |
| Japan          |     |     |     |     |     | 1   |     |     |     |     |     |     | 1   | 2      |

## Eindrangschikking
| Plaats | Speler                   | Toernooien | Punten |
| ------ | ------------------------ | ---------- | ------ |
| 1      | Chen Long                | 9          | 68.260 |
| 2      | Lee Chong Wei            | 7          | 63.700 |
| 3      | Jan Ø Jorgensen          | 10         | 58.250 |
| 4      | Son Wan-ho               | 11         | 54.580 |
| 5      | Srikanth K.              | 11         | 51.520 |
| 6      | Kento Momota             | 12         | 49.070 |
| 7      | Hans-Kristian Vittinghus | 12         | 45.460 |
| 8      | Tommy Sugiarto           | 10         | 43.970 |
| 9      | Kenichi Tago             | 8          | 43.040 |
| 10     | Wang Zhengming           | 9          | 41.760 |

| Plaats | Speler            | Toernooien | Punten |
| ------ | ----------------- | ---------- | ------ |
| 1      | Li Xuerui         | 8          | 74.950 |
| 2      | Wang Shixian      | 10         | 74.910 |
| 3      | Wang Yihan        | 11         | 71.910 |
| 4      | Saina Nehwal      | 10         | 60.010 |
| 5      | Ratchanok Intanon | 11         | 58.760 |
| 6      | Sung Ji-hyun      | 10         | 52.950 |
| 7      | Tai Tzu-Ying      | 11         | 52.620 |
| 8      | Bae Yeon-ju       | 10         | 51.100 |
| 9      | Akane Yamaguchi   | 10         | 41.020 |
| 10     | Eriko Hirose      | 12         | 40.780 |

| Plaats | Speler                              | Toernooien | Punten |
| ------ | ----------------------------------- | ---------- | ------ |
| 1      | Lee Yong-dae Yoo Yeon-seong         | 8          | 64.440 |
| 2      | Lee Sheng-mu Tsai Chia-hsin         | 11         | 64.430 |
| 3      | Hiroyuki Endo Kenichi Hayakawa      | 11         | 58.760 |
| 4      | Mohammad Ahsan Hendra Setiawan      | 8          | 55.420 |
| 5      | Liu Xiaolong Qui Zihan              | 10         | 54.410 |
| 6      | Chai Biao Hong Wei                  | 9          | 49.290 |
| 7      | Mathias Boe Carsten Mogensen        | 8          | 49.260 |
| 8      | Ko Sung-hyun Shin Baek-choel        | 9          | 48.080 |
| 9      | Fu Haifeng Zhang Nan                | 9          | 47.850 |
| 10     | Hirokatsu Hashimoto Noriyasu Hirata | 11         | 46.870 |

| Plaats | Speler                                  | Toernooien | Punten |
| ------ | --------------------------------------- | ---------- | ------ |
| 1      | Misaki Matsutomo Ayaka Takahashi        | 12         | 84.760 |
| 2      | Reika Kakiiwa Miyuki Maeda              | 12         | 68.360 |
| 3      | Tian Qing Zhao Yunlei                   | 8          | 63.590 |
| 4      | Christinna Pedersen Kamilla Rytter Juhl | 10         | 59.450 |
| 5      | Luo Ying Luo Yu                         | 9          | 54.210 |
| 6      | Bao Yixin Tang Jinhua                   | 8          | 51.070 |
| 7      | Ma Jin Tang Jinhua                      | 7          | 50.330 |
| 8      | Wang Xiaoli Yu Yang                     | 4          | 42.200 |
| 9      | Jang Ye-na Kim So-young                 | 9          | 40.580 |
| 10     | Jung Kyung-eun Kim Ha-na                | 7          | 39.200 |

| Gemengd dubbelspel \| Plaats \| Speler \| Toernooien \| Punten \| \| ------ \| ------------------------------------------- \| ---------- \| ------ \| \| 1 \| Xu Chen Ma Jin \| 10 \| 77.200 \| \| 2 \| Zhang Nan Zhao Yunlei \| 9 \| 70.780 \| \| 3 \| Tantowi Ahmad Liliyana Natsir \| 8 \| 66.620 \| \| 4 \| Ko Sung-hyun Kim Ha-na \| 9 \| 52.790 \| \| 5 \| Sudket Prapakamol Saralee Thoungthongkam \| 12 \| 51.190 \| \| 6 \| Chris Adcock Gabrielle Adcock \| 9 \| 47.770 \| \| 7 \| Joachim Fischer Nielsen Christinna Pedersen \| 7 \| 46.460 \| \| 8 \| Liu Cheng Bao Yixin \| 9 \| 44.150 \| \| 9 \| Lu Kai Yaqiong Huang \| 9 \| 43.270 \| \| 10 \| Michael Fuchs Birgit Michels \| 9 \| 43.240 \| |                                             |            |        |
| Plaats | Speler                                      | Toernooien | Punten |
| 1 | Xu Chen Ma Jin                              | 10         | 77.200 |
| 2 | Zhang Nan Zhao Yunlei                       | 9          | 70.780 |
| 3 | Tantowi Ahmad Liliyana Natsir               | 8          | 66.620 |
| 4 | Ko Sung-hyun Kim Ha-na                      | 9          | 52.790 |
| 5 | Sudket Prapakamol Saralee Thoungthongkam    | 12         | 51.190 |
| 6 | Chris Adcock Gabrielle Adcock               | 9          | 47.770 |
| 7 | Joachim Fischer Nielsen Christinna Pedersen | 7          | 46.460 |
| 8 | Liu Cheng Bao Yixin                         | 9          | 44.150 |
| 9 | Lu Kai Yaqiong Huang                        | 9          | 43.270 |
| 10 | Michael Fuchs Birgit Michels                | 9          | 43.240 |